# Championnat du Royaume-Uni de hockey sur glace D2
La National Ice Hockey League (English National Ice Hockey League jusqu'en 2012) est un championnat senior amateur de hockey sur glace en Grande-Bretagne. Elle est créée en 1996. Elle représente le second niveau de hockey joué au Royaume-Uni après l'EIHL.
La ligue est divisée en deux sections, nord et sud, elles-mêmes subdivisées depuis la saison 2008-2009 en deux divisions, avec un système de promotion et relégation entre les niveaux D1 et D2 au sein de chacune des sections. À partir de la saison 2017-2018, les séries éliminatoires internes à chaque Division 1 sont suivies d'un tournoi final national.

## Historique
Le ENIHL a été formé en 1996.
En avril 2007, le EIHA abaisse la limite d'âge maximum dans les ligues junior, de 19 à 18 ans.
En raison de l'important écart entre le niveau junior et l'EPIHL, de nombreuses nouvelles équipes ont été contraintes de commencer leur saison avec leur équipe réserve dans le ENIHL. En 2007 le nombre d'équipes passe de 22 à 30.
Au cours de cette même année, le EIHA introduit une nouvelle limite d'âge de 25 ans. Toutefois, cette limite d'âge a été supprimée dans les semaines suivante.
La ligue accueillant des équipes du Pays de Galles et d'Écosse, à la saison 2012/2013, l'ENIHL est renommé en National Ice Hockey League.

## Déroulement de la saison

### Ligue
Pour la saison 2017-2018, 43 équipes prennent part à la NIHL, partagées en deux sections Nord et Sud, chacune ensuite subdivisée en deux divisions hiérarchiques, également appelées conférences.
La section Nord comprend 20 équipes : 10 dans la Division 1, dite Conférence Moralee, et 10 dans la Division 2, dite Conférence Laidler. En Division 1, les équipes jouent un calendrier en double aller-retour pour un total de 36 rencontres. À l'issue de la saison régulière, les huit premiers se qualifient pour les séries éliminatoires, jouées en matchs aller-rertour. Le dernier de la saison est quant à lui relégué en Division 2. Un calendrier en double aller-retour pour un total de 36 rencontres est également joué en Division 2. Les quatre premiers se qualifient pour un tournoi final qui détermine le champion.
La section Sud comprend 23 équipes : 9 dans la Division 1, dite Conférence Britton, et 14 dans la Division 2, dite Conférence Wilkinson. En Division 1, les équipes jouent un calendrier en double aller-retour pour un total de 32 rencontres. À l'issue de la saison régulière, les huit premiers se qualifient pour les séries éliminatoires, jouées en matchs aller-rertour. Afin d'amener la division à 10 équipes, il n'y a pas de relégation en Division 2 à l'issue de la saison. En Division 2, les participants disputent un calendrier en aller-retour simple pour un total de 26 rencontres. Les huit premiers se qualifient pour des quarts de finale joués en aller-retour. Les quatre vainqueurs sjouent ensuite un tournoi final déterminant le champion.
À l'issue des séries éliminatoires régionaux de Division 1, les quatre finalistes disputent ensuite un tournoi final déterminant le titre national.

### Coupe nationale
En parallèle, une Coupe nationale est disputée par 12 équipes de Division 1. Celles-ci sont réparties en quatre groupes régionaux de trois, joués en double aller-retour pour un total de 8 rencontres. Les deux premiers de chaque groupe se qualifient pour la phase finale disputée sous la forme d'une coupe avec des matchs à élimination directe.
| Groupe A                                       | Groupe B                                               | Groupe C                                     | Groupe D                                          |
| ---------------------------------------------- | ------------------------------------------------------ | -------------------------------------------- | ------------------------------------------------- |
| Billingham Stars Blackburn Hawks Solway Sharks | Sheffield Steeldogs Peterborough Phantoms Hull Pirates | Invicta Dynamos London Raiders Streatham IHC | Basingstoke Bison Bracknell Bees Swindon Wildcats |

### Trophée d'Automne
Six équipes de Division 1 jouent également un Trophée d'Automne durant le début de la saison devant se conclure début décembre. Elles sont réparties en deux groupes de trois, joués en aller-retour pour un total de 4 rencontres. Les deux premiers de chaque groupe se qualifient pour la phase finale disputée sous la forme d'une coupe avec des matchs à élimination directe.
| Groupe 1                                                    | Groupe 2                                     |
| ----------------------------------------------------------- | -------------------------------------------- |
| Basingstoke Bison Peterborough Phantoms Sheffield Steeldogs | Bracknell Bees Swindon Wildcats Hull Pirates |

## Équipes engagées pour la saison 2019-2020
Fonctionnement
| Level | Ligue(s)/Division(s)                                                            | Ligue(s)/Division(s)                                                            | Ligue(s)/Division(s)                                                            | Ligue(s)/Division(s)                                                            | Ligue(s)/Division(s)                                                            | Ligue(s)/Division(s)                                                            | Ligue(s)/Division(s)                                                            | Ligue(s)/Division(s)                                                            | Ligue(s)/Division(s)                                                            | Ligue(s)/Division(s)                                                            | Ligue(s)/Division(s)                                                            | Ligue(s)/Division(s)                                                            | Ligue(s)/Division(s)                                                            | Ligue(s)/Division(s)                                                            | Ligue(s)/Division(s)                                                            | Ligue(s)/Division(s)                                                            | Ligue(s)/Division(s)                                                            | Ligue(s)/Division(s)                                                            | Ligue(s)/Division(s)                                                            | Ligue(s)/Division(s)                                                            | Ligue(s)/Division(s)                                                            | Ligue(s)/Division(s)                                                            | Ligue(s)/Division(s)                                                            | Ligue(s)/Division(s)                                                            | Ligue(s)/Division(s)                                                            | Ligue(s)/Division(s)                                                            | Ligue(s)/Division(s)                                                            | Ligue(s)/Division(s)                                                            |
| ----- | ------------------------------------------------------------------------------- | ------------------------------------------------------------------------------- | ------------------------------------------------------------------------------- | ------------------------------------------------------------------------------- | ------------------------------------------------------------------------------- | ------------------------------------------------------------------------------- | ------------------------------------------------------------------------------- | ------------------------------------------------------------------------------- | ------------------------------------------------------------------------------- | ------------------------------------------------------------------------------- | ------------------------------------------------------------------------------- | ------------------------------------------------------------------------------- | ------------------------------------------------------------------------------- | ------------------------------------------------------------------------------- | ------------------------------------------------------------------------------- | ------------------------------------------------------------------------------- | ------------------------------------------------------------------------------- | ------------------------------------------------------------------------------- | ------------------------------------------------------------------------------- | ------------------------------------------------------------------------------- | ------------------------------------------------------------------------------- | ------------------------------------------------------------------------------- | ------------------------------------------------------------------------------- | ------------------------------------------------------------------------------- | ------------------------------------------------------------------------------- | ------------------------------------------------------------------------------- | ------------------------------------------------------------------------------- | ------------------------------------------------------------------------------- |
| 2     | National League 10 clubs – pas de promotion, pas de relégation                  | National League 10 clubs – pas de promotion, pas de relégation                  | National League 10 clubs – pas de promotion, pas de relégation                  | National League 10 clubs – pas de promotion, pas de relégation                  | National League 10 clubs – pas de promotion, pas de relégation                  | National League 10 clubs – pas de promotion, pas de relégation                  | National League 10 clubs – pas de promotion, pas de relégation                  | National League 10 clubs – pas de promotion, pas de relégation                  | National League 10 clubs – pas de promotion, pas de relégation                  | National League 10 clubs – pas de promotion, pas de relégation                  | National League 10 clubs – pas de promotion, pas de relégation                  | National League 10 clubs – pas de promotion, pas de relégation                  | National League 10 clubs – pas de promotion, pas de relégation                  | National League 10 clubs – pas de promotion, pas de relégation                  | National League 10 clubs – pas de promotion, pas de relégation                  | National League 10 clubs – pas de promotion, pas de relégation                  | National League 10 clubs – pas de promotion, pas de relégation                  | National League 10 clubs – pas de promotion, pas de relégation                  | National League 10 clubs – pas de promotion, pas de relégation                  | National League 10 clubs – pas de promotion, pas de relégation                  | National League 10 clubs – pas de promotion, pas de relégation                  | National League 10 clubs – pas de promotion, pas de relégation                  | National League 10 clubs – pas de promotion, pas de relégation                  | National League 10 clubs – pas de promotion, pas de relégation                  | National League 10 clubs – pas de promotion, pas de relégation                  | National League 10 clubs – pas de promotion, pas de relégation                  | National League 10 clubs – pas de promotion, pas de relégation                  | National League 10 clubs – pas de promotion, pas de relégation                  |
| 3     | Division 1 – Nord (Moralee) 7 clubs – pas de promotion, dernier relargué en D2N | Division 1 – Nord (Moralee) 7 clubs – pas de promotion, dernier relargué en D2N | Division 1 – Nord (Moralee) 7 clubs – pas de promotion, dernier relargué en D2N | Division 1 – Nord (Moralee) 7 clubs – pas de promotion, dernier relargué en D2N | Division 1 – Nord (Moralee) 7 clubs – pas de promotion, dernier relargué en D2N | Division 1 – Nord (Moralee) 7 clubs – pas de promotion, dernier relargué en D2N | Division 1 – Nord (Moralee) 7 clubs – pas de promotion, dernier relargué en D2N | Division 1 – Nord (Moralee) 7 clubs – pas de promotion, dernier relargué en D2N | Division 1 – Nord (Moralee) 7 clubs – pas de promotion, dernier relargué en D2N | Division 1 – Nord (Moralee) 7 clubs – pas de promotion, dernier relargué en D2N | Division 1 – Nord (Moralee) 7 clubs – pas de promotion, dernier relargué en D2N | Division 1 – Nord (Moralee) 7 clubs – pas de promotion, dernier relargué en D2N | Division 1 – Nord (Moralee) 7 clubs – pas de promotion, dernier relargué en D2N | Division 1 – Nord (Moralee) 7 clubs – pas de promotion, dernier relargué en D2N | Division 1 – Sud (Britton) 10 clubs – pas de promotion, dernier relargué en D2S | Division 1 – Sud (Britton) 10 clubs – pas de promotion, dernier relargué en D2S | Division 1 – Sud (Britton) 10 clubs – pas de promotion, dernier relargué en D2S | Division 1 – Sud (Britton) 10 clubs – pas de promotion, dernier relargué en D2S | Division 1 – Sud (Britton) 10 clubs – pas de promotion, dernier relargué en D2S | Division 1 – Sud (Britton) 10 clubs – pas de promotion, dernier relargué en D2S | Division 1 – Sud (Britton) 10 clubs – pas de promotion, dernier relargué en D2S | Division 1 – Sud (Britton) 10 clubs – pas de promotion, dernier relargué en D2S | Division 1 – Sud (Britton) 10 clubs – pas de promotion, dernier relargué en D2S | Division 1 – Sud (Britton) 10 clubs – pas de promotion, dernier relargué en D2S | Division 1 – Sud (Britton) 10 clubs – pas de promotion, dernier relargué en D2S | Division 1 – Sud (Britton) 10 clubs – pas de promotion, dernier relargué en D2S | Division 1 – Sud (Britton) 10 clubs – pas de promotion, dernier relargué en D2S | Division 1 – Sud (Britton) 10 clubs – pas de promotion, dernier relargué en D2S |
| 4     | Division 2 – Nord (Laidler) 8 clubs – champions promu                           | Division 2 – Nord (Laidler) 8 clubs – champions promu                           | Division 2 – Nord (Laidler) 8 clubs – champions promu                           | Division 2 – Nord (Laidler) 8 clubs – champions promu                           | Division 2 – Nord (Laidler) 8 clubs – champions promu                           | Division 2 – Nord (Laidler) 8 clubs – champions promu                           | Division 2 – Nord (Laidler) 8 clubs – champions promu                           | Division 2 – Nord (Laidler) 8 clubs – champions promu                           | Division 2 – Nord (Laidler) 8 clubs – champions promu                           | Division 2 – Nord (Laidler) 8 clubs – champions promu                           | Division 2 – Nord (Laidler) 8 clubs – champions promu                           | Division 2 – Nord (Laidler) 8 clubs – champions promu                           | Division 2 – Nord (Laidler) 8 clubs – champions promu                           | Division 2 – Nord (Laidler) 8 clubs – champions promu                           | Division 2 – Sus (Wilkinson) 12 clubs – champions promu                         | Division 2 – Sus (Wilkinson) 12 clubs – champions promu                         | Division 2 – Sus (Wilkinson) 12 clubs – champions promu                         | Division 2 – Sus (Wilkinson) 12 clubs – champions promu                         | Division 2 – Sus (Wilkinson) 12 clubs – champions promu                         | Division 2 – Sus (Wilkinson) 12 clubs – champions promu                         | Division 2 – Sus (Wilkinson) 12 clubs – champions promu                         | Division 2 – Sus (Wilkinson) 12 clubs – champions promu                         | Division 2 – Sus (Wilkinson) 12 clubs – champions promu                         | Division 2 – Sus (Wilkinson) 12 clubs – champions promu                         | Division 2 – Sus (Wilkinson) 12 clubs – champions promu                         | Division 2 – Sus (Wilkinson) 12 clubs – champions promu                         | Division 2 – Sus (Wilkinson) 12 clubs – champions promu                         | Division 2 – Sus (Wilkinson) 12 clubs – champions promu                         |

### National League
| Basingstoke Bison       | 1988 | Basingstoke             | Planet Ice Basingstoke          |
| Bracknell Bees          | 1987 | Bracknell               | John Nike Leisuresport Complex  |
| Hull Pirates            | 2015 | Kingston upon Hull      | Hull Arena                      |
| Leeds Chiefs            | 2019 | Leeds                   | Planet Ice                      |
| Milton Keynes Lightning | 2002 | Milton Keynes           | Planet Ice Arena Milton Keynes  |
| Peterborough Phantoms   | 2002 | Peterborough            | Planet Ice Peterborough         |
| Raiders IHC             | 1987 | Romford, Greater London | Sapphire Ice and Leisure Centre |
| Sheffield Steeldogs     | 2010 | Sheffield               | IceSheffield                    |
| Swindon Wildcats        | 1986 | Swindon                 | Link Centre                     |
| Telford Tigers          | 1985 | Telford                 | Telford Ice Rink                |

### Section Nord
| Conférence           | Club                | Création | Ville                                  | Patinoire              | Capacité | Première saison |
| -------------------- | ------------------- | -------- | -------------------------------------- | ---------------------- | -------- | --------------- |
| Moralee (Division 1) | Billingham Stars    | 1971     | Billingham, Durham                     | Billingham Forum       | 900      | 1996            |
| Moralee (Division 1) | Blackburn Hawks     | 1990     | Blackburn, Lancashire                  | Blackburn Arena        | 3 200    | 1999            |
| Moralee (Division 1) | Nottigham Lions     | 2015     | Nottingham, Nottinghamshire            | National Ice Centre    | 1 000    | 2003            |
| Moralee (Division 1) | Sheffield Steeldogs | 2010     | Sheffield, Yorkshire du Sud            | IceSheffield           | 1 500    | 2017            |
| Moralee (Division 1) | Solihull Barons     | 2005     | Solihull, Midlands de l'Ouest          | Blue Ice Plaza         | 800      | 2007            |
| Moralee (Division 1) | Solway Sharks       | 1998     | Dumfries, Dumfries and Galloway        | Dumfries Ice Bowl      | 1 000    | 2011            |
| Moralee (Division 1) | Whitley Warriors    | 1955     | Whitley Bay, Tyne and Wear             | Whitley Bay Ice Rink   | 3 200    | 1997            |
| Laidler (Division 2) | Altrincham Aces     | 2015     | Altrincham, Grand Manchester           | Altrincham Ice Dome    | 2 100    | 2015            |
| Laidler (Division 2) | Blackburn Hawks 2   | 2017     | Blackburn, Lancashire                  | Blackburn Arena        | 3 200    | 2017            |
| Laidler (Division 2) | Bradford Bulldogs   | 1978     | Bradford, Yorkshire de l'Ouest         | Bradford Ice Arena     | 800      | 1996            |
| Laidler (Division 2) | Coventry Blaze NIHL | 2007     | Coventry, Midlands de l'Ouest          | SkyDome Arena          | 2 600    | 2007            |
| Laidler (Division 2) | Deeside Dragons     | 2012     | Queensferry, Flintshire                | Deeside Leisure Centre | 1 500    | 2012            |
| Laidler (Division 2) | Hull Jets           | 2013     | Kingston-upon-Hull, Yorkshire de l'Est | Hull Ice Arena         | 3 750    | 2013            |
| Laidler (Division 2) | Sheffield Senators  | 2010     | Sheffield, Yorkshire du Sud            | IceSheffield           | 1 500    | 2010            |
| Laidler (Division 2) | Sutton Sting        | 2006     | Sutton-in-Ashfield, Nottinghamshire    | IceSheffield           | 1 500    | 2009            |
| Laidler (Division 2) | Telford Tigers 2    | 2017     | Telford, Shropshire                    | Telford Ice Rink       | 2 300    | 2017            |
| Laidler (Division 2) | Widnes Wild         | 2013     | Widnes, Cheshire                       | Silver Blades Widnes   | 800      | 2013            |

### Section Sud
| Conférence             | Club                    | Création | Ville                          | Patinoire                        | Capacité | Première saison |
| ---------------------- | ----------------------- | -------- | ------------------------------ | -------------------------------- | -------- | --------------- |
| Britton (Division 1)   | Basingstoke Bison       | 1988     | Basingstoke, Hampshire         | Planet Ice Silverdome            | 2 000    | 2017            |
| Britton (Division 1)   | Cardiff Fire            | 2015     | Cardiff, South Glamorgan       | Ice Arena Wales                  | 3 088    | 2015            |
| Britton (Division 1)   | Chelmsford Chieftains   | 1987     | Chelmsford, Essex              | Riverside Ice & Leisure Centre   | 1 200    | 2008            |
| Britton (Division 1)   | Invicta Dynamos         | 1997     | Gillingham, Kent               | Gillingham Ice Bowl              | 1 200    | 2003            |
| Britton (Division 1)   | Milton Keynes Thunder   | 2001     | Milton Keynes, Buckinghamshire | MK Arena                         | 2 200    | 2001            |
| Britton (Division 1)   | Oxford City Stars       | 1984     | Oxford, Oxfordshire            | Oxford Ice Rink                  | 1 025    | 2000            |
| Britton (Division 1)   | Raiders IHC II          | 1987     | Romford                        | Sapphire Ice and Leisure Centre  |          |                 |
| Britton (Division 1)   | Slough Jets             | 1986     | Slough, Berkshire              | Slough Ice Rink                  | 1 000    | 2014            |
| Britton (Division 1)   | Solent Devils           | 2003     | Gosport, Hampshire             | Gosport Ice Rink                 | 500      | 2003            |
| Britton (Division 1)   | Streatham IHC           | 1932     | Londres, Grand Londres         | Streatham Ice and Leisure Centre | 1 000    | 2003            |
| Wilkinson (Division 2) | Basingstoke Buffalo     | 1996     | Basingstoke, Hampshire         | Planet Ice Silverdome            | 2 000    | 1996            |
| Wilkinson (Division 2) | Bracknell Hornets       | 1987     | Bracknell, Berkshire           | John Nike Leisuresport Complex   | 2 400    | 1996            |
| Wilkinson (Division 2) | Bristol Pitbulls        | 2009     | Bristol, Somerset              | Oxford Ice Rink                  | 1 025    | 2009            |
| Wilkinson (Division 2) | Cardiff Fire 2          | 2015     | Cardiff, South Glamorgan       | Ice Arena Wales                  | 3 088    | 2017            |
| Wilkinson (Division 2) | Guildford Phoenix       | 2017     | Guildford, Surrey              | Guildford Spectrum               | 2 000    | 2017            |
| Wilkinson (Division 2) | Haringey Huskies        | 2017     | Londres, Grand Londres         | Alexandra Palace                 | 1 250    | 2017            |
| Wilkinson (Division 2) | Invicta Mustangs        | 1998     | Gillingham, Kent               | Gillingham Ice Bowl              | 1 200    | 2001            |
| Wilkinson (Division 2) | Lee Valley Lions        | 1984     | Londres, Grand Londres         | Lee Valley Ice Centre            | 1 200    | 2005            |
| Wilkinson (Division 2) | Peterborough Phantoms 2 | 1996     | Peterborough, Cambridgeshire   | Planet Ice Peterborough          | 1 500    | 1996            |
| Wilkinson (Division 2) | Swindon Wildcats 2      | 2006     | Swindon, Wiltshire             | Link Centre                      | 2 800    | 2006            |

## Palmarès
| Saison    |                        | Nord                 | Nord               | Nord                   |                        | Sud                    | Sud                                                        | Sud                 |  | National | National |
| Saison    | Saison régulière       | Séries éliminatoires | Coupe              | Saison régulière       | Séries éliminatoires   | Coupe                  | Séries éliminatoires                                       | Coupe               |  |          |          |
| 1996-1997 | Kingston Jets          | Billingham Eagles    | Pas de coupe       | Romford Raiders        | Wightlink Raiders      | Pas de coupe           | Wightlink Raiders                                          | Pas de coupe        |  |          |          |
| 1997-1998 | Solihull Blaze         | Solihull Blaze       | Pas de coupe       | Invicta Dynamos        | Chelmsford Chieftains  | Pas de coupe           | Solihull Blaze                                             | Pas de coupe        |  |          |          |
| 1998-1999 | Billingham Eagles      | Billingham Eagles    | Pas de coupe       | Cardiff Rage           | Cardiff Rage           | Pas de coupe           | Billingham Eagles                                          | Pas de coupe        |  |          |          |
| 1999-2000 | Billingham Eagles      | Pas de séries        | Pas de coupe       | Haringey Greyhounds    | Pas de séries          | Pas de coupe           | Whitley Warriors                                           | Pas de coupe        |  |          |          |
| 2000-2001 | Billingham Eagles      | Billingham Eagles    | Pas de coupe       | Basingstoke Buffalo    | Basingstoke Buffalo    | Pas de coupe           | Whitley Warriors                                           | Whitley Warriors    |  |          |          |
| 2001-2002 | Whitley Warriors       | Pas de séries        | Pas de coupe       | Basingstoke Buffalo    | Pas de séries          | Pas de coupe           | Whitley Warriors                                           | Whitley Warriors    |  |          |          |
| 2002-2003 | Sheffield Scimitars    | Altrincham Aces      | Pas de coupe       | Basingstoke Buffalo    | Basingstoke Buffalo    | Pas de coupe           | Basingstoke Buffalo                                        | Pas de coupe        |  |          |          |
| 2003-2004 | Flintshire Freeze      | Sheffield Scimitars  | Pas de coupe       | Invicta Dynamos        | Invicta Dynamos        | Pas de coupe           | Sheffield Scimitars                                        | Sheffield Scimitars |  |          |          |
| 2004-2005 | Sheffield Scimitars    | Sheffield Scimitars  | Pas de coupe       | Invicta Dynamos        | Invicta Dynamos        | Pas de coupe           | Sheffield Scimitars                                        | Sheffield Scimitars |  |          |          |
| 2005-2006 | Billingham Bombers     | Billingham Bombers   | Pas de coupe       | Invicta Dynamos        | Invicta Dynamos        | Pas de coupe           | Invicta Dynamos                                            | Invicta Dynamos     |  |          |          |
| 2006-2007 | Newcastle Vipers ENIHL | Sheffield Spartans   | Pas de coupe       | Invicta Dynamos        | Haringey Greyhounds    | Pas de coupe           | Ligue : Newcastle Vipers ENIHL Séries : Sheffield Spartans | Sheffield Spartans  |  |          |          |
| 2007-2008 | Nottingham Lions       | Whitley Warriors     | Pas de coupe       | Peterborough Islanders | Peterborough Islanders | Peterborough Islanders | Ligue : Nottingham Lions Séries : Whitley Warriors         | Sheffield Spartans  |  |          |          |
| 2008-2009 | Sheffield Spartans     | Sheffield Spartans   | Pas de coupe       | Invicta Dynamos        | Invicta Dynamos        | Pas de coupe           | Ligue : Invicta Dynamos Séries : Nottigham Lions           | Sheffield Spartans  |  |          |          |
| 2009-2010 | Whitley Warriors       | Whitley Warriors     | Sheffield Spartans | Invicta Dynamos        | Bracknell Hornets      | Pas de coupe           | Pas de compétition                                         | Pas de compétition  |  |          |          |
| 2010-2011 | Whitley Warriors       | Whitley Warriors     | Pas de coupe       | Wightlink Raiders      | Chelmsford Chieftains  | Pas de coupe           | Pas de compétition                                         | Pas de compétition  |  |          |          |
| 2011-2012 | Billingham Stars       | Billingham Stars     | Pas de coupe       | Romford Raiders        | Chelmsford Chieftains  | Pas de coupe           | Pas de compétition                                         | Pas de compétition  |  |          |          |
| 2012-2013 | Solway Sharks          | Blackburn Hawks      | Pas de coupe       | Chelmsford Chieftains  | Chelmsford Chieftains  | Pas de coupe           | Pas de compétition                                         | Pas de compétition  |  |          |          |
| 2013-2014 | Solway Sharks          | Solway Sharks        | Pas de coupe       | Chelmsford Chieftains  | Chelmsford Chieftains  | Pas de coupe           | Pas de compétition                                         | Pas de compétition  |  |          |          |
| 2014-2015 | Blackburn Hawks        | Blackburn Hawks      | Pas de coupe       | Chelmsford Chieftains  | Wightlink Raiders      | Pas de coupe           | Pas de compétition                                         | Pas de compétition  |  |          |          |
| 2015-2016 | Blackburn Hawks        | Blackburn Hawks      | Billingham Stars   | Chelmsford Chieftains  | Chelmsford Chieftains  | Chelmsford Chieftains  | Pas de compétition                                         | Pas de compétition  |  |          |          |
| 2016-2017 | Solway Sharks          | Solway Sharks        | Solway Sharks      | Chelmsford Chieftains  | Invicta Dynamos        | Chelmsford Chieftains  | Pas de compétition                                         | Pas de compétition  |  |          |          |
| 2017-2018 | Sheffield Steeldogs    | Telford Tigers       | Pas de coupe       | Basingstoke Bison      | Basingstoke Bison      | Pas de coupe           | Basingstoke Bison                                          | Swindon Wildcats    |  |          |          |

| Saison    |                        | Nord                 | Nord         | Nord                                              |                         | Sud                    | Sud | Sud |
| Saison    | Saison régulière       | Séries éliminatoires | Coupe        | Saison régulière                                  | Séries éliminatoires    | Coupe                  |     |     |
| 2008-2009 | Telford Titans         | Pas de séries        | Pas de coupe | Chelmsford Chieftains                             | Pas de séries           | Pas de coupe           |     |     |
| 2009-2010 | Newcastle Vipers ENIHL | Pas de séries        | Pas de coupe | Bristol Pitbulls                                  | Pas de séries           | Swindon Wildcats ENIHL |     |     |
| 2010-2011 | Solihull Barons        | Pas de séries        | Pas de coupe | Slough Jets ENIHL                                 | Pas de séries           | Pas de coupe           |     |     |
| 2011-2012 | Solway Sharks          | Pas de séries        | Pas de coupe | Solent & Gosport Devils                           | Pas de séries           | Pas de coupe           |     |     |
| 2012-2013 | Nottingham Lions       | Pas de séries        | Pas de coupe | Oxford City Stars                                 | Pas de séries           | Pas de coupe           |     |     |
| 2013-2014 | Solihull Barons        | Solihull Barons      | Pas de coupe | Oxford City Stars                                 | Pas de séries           | Pas de coupe           |     |     |
| 2014-2015 | Solihull Barons        | Solihull Barons      | Pas de coupe | Bristol Pitbulls (Ouest) Slough Jets (Est)        | Bristol Pitbulls        | Pas de coupe           |     |     |
| 2015-2016 | Deeside Dragons        | Deeside Dragons      | Pas de coupe | Cardiff Fire (Ouest) Chelmsford Warriors (Est)    | Chelmsford Warriors     | Chelmsford Warriors    |     |     |
| 2016-2017 | Blackburn Eagles       | Widnes Wild          | Pas de coupe | Cardiff Fire (Ouest) Peterborough Islanders (Est) | Peterborough Islanders  | Peterborough Islanders |     |     |
| 2017-2018 | Sutton Sting           | Widnes Wild          | Pas de coupe | Oxford City Stars                                 | Solent & Gosport Devils | Pas de coupe           |     |     |